# André Bastelica
André Bastelica (Bastia, 14 dicembre 1845 – Marsiglia, 5 settembre 1884) è stato un operaio francese. Fu una personalità della Comune di Parigi.

## Biografia
Operaio tipografo, si stabilì a Marsiglia e, influenzato dagli scritti di Pierre Leroux e di Proudhon, divenne socialista. Iscritto alla Prima Internazionale nel 1867, dal 1868 ne fu il dirigente della sezione marsigliese che vide rapidamente crescere il numero degli affiliati, con l'adesione di 25 diverse corporazioni operaie. Per sfuggire alla polizia bonapartista, nel maggio del 1870 espatriò in Spagna, partecipando in giugno, a Barcellona, al primo congresso della Federazione spagnola dell'Internazionale.
Tornato a Marsiglia alla caduta del Secondo Impero, il 9 settembre 1870 sostenne l'organizzazione di un governo del Midi e la leva in massa contro l'invasore prussiano. Dal 17 settembre era a Lione con Bakunin nel tentativo d'insurrezione della città che, fallito, li costrinse a rifugiarsi a Marsiglia. La Comune rivoluzionaria di Marsiglia, creata il 1º novembre, non lo vide invece tra i protagonisti.
Stabilitosi a Parigi nel marzo del 1871, il Consiglio della Comune lo nominò direttore delle contribuzioni indirette. Responsabile della difesa del forte d'Issy, alla sua caduta chiese di essere giudicato e fu imprigionato per qualche giorno. Durante la Settimana di sangue combatté sulle barricate e, ferito, sfuggì alla repressione del governo di Versailles rifugiandosi a Londra.
Qui fu eletto al Consiglio generale dell'Internazionale, partecipando alla Conferenza di Londra tenuta dal 17 al 23 settembre 1871. Allineato alle posizioni anarchiche, in ottobre raggiunse Neuchâtel, in Svizzera, lavorando nella tipografia di James Guillaume. Cominciò da allora la sua evoluzione verso posizioni politiche bonapartiste.
Graziato il 24 maggio 1879, si stabilì a Marsiglia dove morì nel 1884.

## Opere
- Le suffrage universel et la Révolution: avertissement aux travailleurs (électeurs) de Marseille, Marseille, Imprimerie de F. Canquoin, 1868.